# Eleições municipais em Salvador em 1988
As eleições municipais em Salvador em 1988 aconteceram em 15 de novembro em turno único, o prefeito em exercício era o professor e administrador Mário de Melo Kertész, do Partido do Movimento Democrático Brasileiro, tendo o também peemedebista Marcelo Ferreira Duarte como seu vice-prefeito.
O prefeito eleito no pleito foi Fernando José do Partido do Movimento Democrático Brasileiro, candidato tido como o sucessor de Kertész e que o mesmo apoiou durante as eleições, Fernando tinha como vice o bancário e correligionário Waldir Régis. Foram eleitos com 45, 81% dos votos válidos.

## Candidatos à prefeito
| Nº | Prefeito(a)  | Prefeito(a)                                     | Prefeito(a) | Prefeito(a)                                                      | Vice-prefeito(a) | Vice-prefeito(a) | Vice-prefeito(a)                                  | Vice-prefeito(a) | Vice-prefeito(a)               | Coligação Partido(s)                         | Ref. |
| Nº | Candidato(a) | Candidato(a)                                    | Partido     | Cargos relevantes                                                | Candidato(a)     | Candidato(a)     | Candidato(a)                                      | Partido          | Cargos relevantes              | Coligação Partido(s)                         | Ref. |
| -- | ------------ | ----------------------------------------------- | ----------- | ---------------------------------------------------------------- | ---------------- | ---------------- | ------------------------------------------------- | ---------------- | ------------------------------ | -------------------------------------------- | ---- |
| 12 |              | Sérgio Carneiro Sérgio Barradas Carneiro        | PDT         |                                                                  |                  |                  | Bonifácio Dourado                                 | PDT              |                                | Partido Isolado                              |      |
| 13 |              | Zezéu Ribeiro José Eduardo Vieira Zezéu Ribeiro | PT          | - Presidente do Sindicato dos Arquitetos da Bahia                |                  |                  | Sérgio Gabrielli José Sergio Gabrielli de Azevedo | PT               |                                | Partido Isolado                              |      |
| 15 |              | Fernando José Fernando José Guimarães Rocha     | PMDB        | - Comunicador                                                    |                  |                  | Waldir Régis Waldir Mattos Régis                  | PMDB             | - Bancário                     | Salvador Rumo à Vitória (PMDB, PSC, PJ, PSL) |      |
| 25 |              | Manoel Castro Manoel Figueiredo Castro          | PFL         | - Prefeito de Salvador (1983-1985)                               |                  |                  | Paulo Maracajá Paulo Virgílio Maracajá Pereira    | PTB              | - Deputado Estadual pela Bahia | Salvador pode Confiar (PFL, PTB, PDS, PL)    |      |
| 40 |              | Abigail Feitosa Maria Abigail Freitas Feitosa   | PSB         | - Deputada Federal pela Bahia                                    |                  |                  | Benjamim Ferreira                                 | PSB              |                                | Partido Isolado                              |      |
| 45 |              | Virgildásio de Senna                            | PSDB        | - Prefeito de Salvador (1963-1964) - Deputado Federal pela Bahia |                  |                  | Octávio Lacerda                                   | PSDB             |                                | Frente Salvador (PSDB, PCdoB, PCB, PMN)      |      |
| 52 |              | Fernando Lago                                   | PST         |                                                                  |                  |                  | Eduardo Lomba                                     | PST              |                                | Partido Isolado                              |      |

## Resultado
| Candidato (a)               | Vice                     | 1.º turno 15 de novembro de 1988 | 1.º turno 15 de novembro de 1988 |
| Candidato (a)               | Vice                     | Votação                          | Votação                          |
| Candidato (a)               | Vice                     | Total                            | %                                |
| --------------------------- | ------------------------ | -------------------------------- | -------------------------------- |
| Fernando José (PMDB)        | Waldir Régis (PMDB)      | 274.271                          | 45,81%                           |
| Virgildásio de Senna (PSDB) | Octávio Lacerda (PSDB)   | 149.018                          | 24,89%                           |
| Manoel Castro (PFL)         | Paulo Maracujá (PTB)     | 72.352                           | 12,08%                           |
| Zezéu Ribeiro (PT)          | Sérgio Gabrielli (PT)    | 55.819                           | 9,32%                            |
| Abigail Feitosa (PSB)       | Benjamim Ferreira (PSB)  | 19.691                           | 3,29%                            |
| Sérgio Carneiro (PDT)       | Bonifácio Dourado (PDT)  | 18.447                           | 3,08%                            |
| Fernando Lago (PST)         | Eduardo Lomba (PST)      | 9.148                            | 1,53%                            |
| → Total de votos válidos    | → Total de votos válidos | 598.746                          | 100%                             |
| → Votos em branco           |                          |                                  |                                  |
| → Votos nulos               |                          |                                  |                                  |
| Total                       |                          |                                  |                                  |
| Abstenções                  |                          |                                  |                                  |
| Total de inscritos          |                          |                                  |                                  |

## Vereadores eleitos
| Vereadores eleitos em Salvador - 1988     | Vereadores eleitos em Salvador - 1988 | Vereadores eleitos em Salvador - 1988 |
| Candidato (a)                             | Partido                               | Votos                                 |
| ----------------------------------------- | ------------------------------------- | ------------------------------------- |
| Gilberto Gil                              | PMDB                                  | 11.111                                |
| Domingos Antônio Martins Bonifácio        | PDC                                   | 8.841                                 |
| Dionísio Juvenal dos Santos               | PMDB                                  | 5.878                                 |
| Guilherme Augusto Santos Brandão          | PMDB                                  | 4.740                                 |
| Carlos Sant'ana Filho                     | PMDB                                  | 4.507                                 |
| Geracina Aguiar Pinto                     | PT                                    | 4.027                                 |
| Francisco Javier Ulpiano Alfaya Rodrigues | PCdoB                                 | 3.695                                 |
| Beth Wagner                               | PCB                                   | 3.502                                 |
| Pedro Godinho                             | PMDB                                  | 3.242                                 |
| Arnando Lessa Ribeiro                     | PMDB                                  | 3.132                                 |
| José Pires Castello Branco                | PTB                                   | 3.073                                 |
| Sandoval Souza Guimarães                  | PMDB                                  | 2.754                                 |
| Álvaro Martins Santos                     | PTB                                   | 2.732                                 |
| João Henrique Carneiro                    | PFL                                   | 2.687                                 |
| Pedro dos Santos Melo                     | PDC                                   | 2.678                                 |
| Asterio Caetano Costa                     | PMDB                                  | 2.560                                 |
| Antônio Robespierre                       | PFL                                   | 2.531                                 |
| Edival Passos                             | PT                                    | 2.527                                 |
| Joaquim Costa                             | PMDB                                  | 2.495                                 |
| Edvaldo Menezes Teixeira                  | PMDB                                  | 2.474                                 |
| Nilton José Ferreira                      | PMDB                                  | 2.465                                 |
| Osório Cardoso Villas Boas                | PMDB                                  | 2.427                                 |
| Janio Natal                               | PDT                                   | 2.422                                 |
| Milton Leone                              | PFL                                   | 2.380                                 |
| Antônio Cerqueira Lima                    | PTB                                   | 2.320                                 |
| Atanazio Júlio dos Santos                 | PDT                                   | 2.299                                 |
| Daniel Gomes de Almeida                   | PCdoB                                 | 2.284                                 |
| Jonas Batista Alves                       | PDC                                   | 2.037                                 |
| Silvoney Sales de Almeida                 | PDT                                   | 2.008                                 |
| Everaldo Bispo                            | PDT                                   | 1.839                                 |
| Cândido Risutti                           | PSC                                   | 1.825                                 |
| Miguel Froes                              | PDC                                   | 1.716                                 |
| Itaberaba Lyra                            | PSC                                   | 992                                   |